# Европско првенство у рукомету
Европска рукометна првенства за мушкарце одржавају се сваке друге године од 1994, а организује их ЕХФ (Европска рукометна федерација). До 2000. године првенство се одржавало по окончању клупских сезона у летњим месецима, да би од 2000. године термин одигравања Европских првенстава био померен на јануар месец.
У почетку на шампионату је учествовало 12 репрезентација, да би се прво проширење десило 2002. године на првенству у Шведској када је 16 репрезентација било смештено у четири групе. Наредно проширење десило се на шампионату 2020.године са 16 на 24 репрезентације. Такође, по први пут један шампионат организовале су три земље: Аустрија, Шведска и Данска.
Једине репрезентације које су учествовале на свим Европским рукометним првенствима су: Хрватска, Француска и Шпанија.
Шведска је једина репрезентација која је успела да одбрани титула првака, а такође, Шведска је једина репрезентација која је као домаћин шампионата дошла до наслова првака. Шведска је и најтрофејнија селекција са четири титуле првака. Шведска и Шпанија су репрезентације које су највише пута играле финале првенства - пет пута. За разлику од Шведске, Шпанија је четири пута поражена у финалима да би своју прву титулу освојила 2018.године победивши, управо, Шведску са 29:23.
Утакмица са највише голова, 77, одиграна је 2016. године између Исланда и Белорусије, у ком је Белорусија славила са 39:38.
Рекордер по броју датих голова на једном мечу је репрезентативац Северне Македоније, Кирил Лазаров који је на првенству у Београду 2012.године постигао чак 61 гол.
Највећа посећеност забележена је на полуфиналном сусрету на Европском првенству 2012.године када је меч између Србије и Хрватске у Београду пратило преко 20 000 гледалаца.

## Историјат шампионата
Међународну рукометну федерацију основало је осам европских држава 1946. године. Иако су се неевропске државе такмичиле на Светским првенствима, медаље су увек узимале европске државе. Европска рукометна федерација основана је 1991. У исто време (1995), Светско првенство је промењено из четворогодишњег у двогодишњи догађај, а Европска рукометна федерација (ЕХФ) тада започела сопствено првенство које ће бити и квалификационо како за Светско првенство тако и за Олимпијски рукометни турнир.

### 1990. - 2000.
Прво првенство одржано је у Португалији у јуну 1994. године. Држава домаћин до тада није успела да се пласира на било које Светско првенство и завршила је на 12. месту као последња након што је изгубила свих шест утакмица, укључујући 21–38 од Румуније у доигравању за 11. место. Шведска је постала први Европски првак након што је у финалу савладала Русију са 34: 21, што је најтежи пораз Русије у њиховој рукометној историји.  Обе екипе су до финала дошле без пораза, али брзе контре Шведске биле су пресудне у финалу; постигли су 14 од 34 гола у контранападима. Шведски средњи бек Магнус Андерсон проглашен је најбољим играчем првенства, а руски леви бек Васили Кудинов најбољи стрелац са 50 голова.
Две године касније, првенство се одржало у Шпанији, са истим форматом. Овог пута ниједна екипа није прошла групну фазу без одузимања бодова, а Русија и Шведска среле су се још једном, али овог пута у полуфиналу и Русија се реванширала победом 24–21 пред, само,  650 гледалаца.  У другом полуфиналу, домаћини су победили Југославију са 27-23, пре него што је 7.500 гледалаца напунило арену у Севиљи гледајући како њихова репрезентација губи голом разлике, упркос напорима Таланта Душембајева, некадашњег репрезентативца СССР-а, а касније, по његовој жељи, натурализованог Шпанца. Савезна Република Југославија је учествовала први пут и завршила на трећем месту.
1998. године првенство је одржано у Италији, чији је наступ на Светском првенству 1997. године био први (и до данас, једини) на највишем нивоу међународног рукомета. Шпанија је првих шест мечева на турниру била без пораза, док су њихови противници рукометаши Шведске победили у прве четири утакмице пре него што су постали први тим који је изгубио од домаћина Италије. Међутим, у финалу је Шведска била прејака и победила је са 25–23 након што је на полувремену водила са 15–9 пред 6.100 гледалаца.

### 2000. - 2010.
Две године касније, првенство је одржано у хрватским градовима Загребу и Ријеци. Ово првенство остаће упамћено као прво које је померено за јануар месец. Разлог је био јако мали размак између Европског првенства и рукометног Олимпијског турнира.  Првенство је било и квалификационо за Олимпијске игре у Сиднеју 2000.године, а домаћин Хрватска, која је освојила злато на Олимпијским играма 1996, морала је да се пласира у пет најбољих да би се квалификовали. Изгубили су од Шпаније и ремизирали са Француском у групној фази, што их је послало у плеј-офу са Словенијом за пето место. Пред 10.000 гледалаца Словенија је голом разлике тријумфовала и пласирала се на Олимпијске игре. Две екипе које су раније освајале европско првенство, Шведска и Русија, пласирале су се у ново финале - Шведска је победила у мечу групне фазе 28-25, али Русија је на полувремену повела са шест голова. Шведска се вратила и успева да изједначи, те да одведе ово финале у прве продужетке. Након два додатна периода од 10 минута  Шведска је победила 32–31, након што је Магнус Висландер постигао одлучујући гол.
Троструки прваци, Швеђани, били су следећи домаћини Европског првенства, 2002. године. Ово је био први турнир са 16 тимова. Швеђани су победили у својих првих седам мечева, а када су изгубили 26-27 од Данске, већ су се пласирали у полуфинале. У другој групи главне рунде Исланд је постао трећа нордијска екипа која се квалификовала након пораза од Немачке, али и Данска и Исланд су у полуфиналу претрпели озбиљне поразе. Данска је изгубила са 23-28 од Немачке, док је Шведска савладала Исланд са 11 голова разлике. Шведска се тако квалификовала за своје четврто финале у пет покушаја, а пред 14.300 гледалаца у „Стокхолмском глобусу” вратила се из заостатка од једног гола када је Стефан Олсон изједначио са пет секунди пре краја. Шведска је заменила свог голмана, а Флоријан Керман је узвратио голом у празну мрежу, који није признат јер судије нису дале знак да се игра настави после гола Шведске. У продужетку искусна Шведска задржава концентрацију и резултатом 33-31 прославља своју четврту титулу Европског првака.
Низ од три узастопне титуле Шведске прекинут је у Словенији 2004. године, када је Немачка освојила своју прву титулу првака Старог континента. Немачка је претрпела рани пораз од Србије и Црне Горе и пласирала се у главну рунду као трећа и последња екипа из своје групе, ремизирајући и са јаком Француском. Међутим, како су се фаворити међусобно испобеђивали у главној групи, Немачка се пласирала у полуфинале са првом места из групе са шест тимова. У другој групи Хрватска није изгубила ниједну од својих првих седам утакмица, док је Данска такође имала четири узастопне победе.
Хрватска се у полуфиналу суочила са домаћином Словенијом, а у сусрету две бивше Југословенске земље биле су појачане мере безбедности.  7.000 гледалаца у дворани „Тиволи” видело је да су домаћини постали први тим који је победио Хрватску на овом турниру упркос чињеници да је Мирза Џомба дао 12 голова. Данска, која је стигла до свог другог узастопног полуфинала, још једном је морала да се поклони у овој фази, пошто је изгубила 20-22 од Немачке. Немачка је до прве титуле Европског првака дошла на доминантан начин. На полувремену су Зербе, Кречман и остали водили са 16-10, а у другом полувремену Словенија је успела  да стигне до три гола заостатка, али не и до потпуног преокрета. На крају је изгубила са 25:30.
Турнир 2006. одржан је у Швајцарској, у градовима Базел, Берн, Луцерн, Сент Гален и Цирих. Француска је освојила турнир са само једним поразом од Шпаније од 26–29 у прелиминарној рунди (где је Француска на полувремену заостајала осам голова). Бранилац наслова, Немачка, такође је била у овој прелиминарној групи, али само један освојен бод био је недовољан да се Немачка, поново, укључи у борбу за шампионски наслов. Из друге групе, Хрватска се пласирала даље са првог места након победе над Србијом и Црном Гором 34:30 у последњој утакмици. Касније те вечери, Данска је победила Русију и пласирала се у треће узастопно полуфинале, са друге позиције у групи (бод мање од Хрватске). Међутим, екипе друге групе су поражене од тимова из прве групе, због чега су се Француска и Шпанија поново састале у финалу. У мечу за треће мјесто Хрватска је изненађујуће изгубила од Данске, док је у финалу Француска на доминантан начин са осам голова разлике победила „Црвену фурију” 31-23 и дошла до прве титуле Европског првака. На овом првенству и Француска и Данска освојиле су своје прве медаље са Европског шампионата.
Норвешка је била земља домаћин турнира 2008. године. Утакмице су игране у Бергену, Драмену, Лилехамеру, Ставангеру и Трондхајму. Хрватска, Норвешка, Мађарска и Француска победиле су у свим мечевима својих првих група, али две екипе нису искористиле своју предност у овој фази такмичења. Норвешка је ремизирала са Пољском и изгубила од Словеније, а у финалном мечу групне фазе требало је да победи Хрватску. Уместо тога, Ивано Балић постигао је погодак за 23–22 на двадесет секунди до краја. Мађарска, Шпанија и Немачка су пренеле по два бода у новоформирану групу. У првом полуфиналу Хрватска је играла против Француске у утакмици у којој су доминирале јаке одбране обе екипе, а Хрвати су два пута имали вођство од три гола, да би се Француска вратила снажном одбраном. Голман Хрватске Мирко Алиловић одбранио је ударац Николи Карабатићу на шест секунди до краја, па је Хрватска победила са 24-23. Данска се вратила из минуса од 7-12 и победила Немачку, упркос томе што су Немци изједначили у последњем минуту, пошто је Ларс Кристијансен извео пенал на 3 секунде до краја. Хрватска је добро започела финални сусрет, постигавши прва четири гола, али са осам одбрањених удараца данског голмана Каспера Хвита, Данска је победила 24–20 и узела свој први велики трофеј у историји своје репрезентације.
На шампионату који је 2010. године одржан у Аустрији, епилог је био сличан. Француска је, као актуелни Олимпијски и Светски шампион желела да постане прва рукометна репрезентација којој је пошло за руком да обједини сва три злата. Француска је до полуфинала дошла без пораза, али је у групама сакупила и три нерешена резултата. Међутим, полуфинални дуел против Исланда био је лишен било какве неизвесности. Рутинска победа од 36-28 уз чак 9 голова Николе Карабатића трасирала је пут Французима до новог континенталног финала. Са друге стране и Хрватска је желела да освоји једино злато које им недостаје у њиховој колекцији. До финала „Каубоји” су забележили само један реми и чак седам победа. У полуфиналу су сломили отпор јаке Пољске и славили са 24:21. Желели су да се реванширају Французима за пораз у финалу Светског првенства 2009. године, када је Хрватска била домаћин, али нису успели. У финалу где су доминирале одбране, пресудила је дужа клупа (више играча у ротацији, више измена) Француске која је, поново, предвођена Николом Карабатићем 31. јануара 2010. године, резултатом 25-21 у финалу, постала прва репрезентација која је објединила сва три злата. На овом првенству историјски успех остварила је и репрезентација Исланда која је у мечу за бронзану медаљу савладала Пољску са 29-26.

## Резултати
| 1994. Детаљи | Португал                       | Шведска   | 34 : 21     | Русија    | Хрватска       | 24 : 23 | Данска    | 12 |
| 1996. Детаљи | Шпанија                        | Русија    | 23 : 22     | Шпанија   | СР Југославија | 26 : 25 | Шведска   | 12 |
| 1998. Детаљи | Италија                        | Шведска   | 25 : 23     | Шпанија   | Немачка        | 30 : 28 | Русија    | 12 |
| 2000. Детаљи | Хрватска                       | Шведска   | 32 : 31     | Русија    | Шпанија        | 24 : 23 | Француска | 12 |
| 2002. Детаљи | Шведска                        | Шведска   | 33 : 31     | Немачка   | Данска         | 29 : 22 | Исланд    | 16 |
| 2004. Детаљи | Словенија                      | Немачка   | 30 : 25     | Словенија | Данска         | 31 : 27 | Хрватска  | 16 |
| 2006. Детаљи | Швајцарска                     | Француска | 31 : 23     | Шпанија   | Данска         | 32 : 27 | Хрватска  | 16 |
| 2008. Детаљи | Норвешка                       | Данска    | 24 : 20     | Хрватска  | Француска      | 36 : 26 | Немачка   | 16 |
| 2010. Детаљи | Аустрија                       | Француска | 25 : 21     | Хрватска  | Исланд         | 29 : 26 | Пољска    | 16 |
| 2012. Детаљи | Србија                         | Данска    | 21 : 19     | Србија    | Хрватска       | 31 : 27 | Шпанија   | 16 |
| 2014. Детаљи | Данска                         | Француска | 41:32       | Данска    | Шпанија        | 29:28   | Хрватска  | 16 |
| 2016. Детаљи | Пољска                         | Немачка   | 24:17       | Шпанија   | Хрватска       | 33:29   | Норвешка  | 16 |
| 2018. Детаљи | Хрватска                       | Шпанија   | 29:23       | Шведска   | Француска      | 29:23   | Данска    | 16 |
| 2020. Детаљи | Аустрија/Норвешка/Шведска      | Шпанија   | 22:20       | Хрватска  | Норвешка       | 28:20   | Словенија | 24 |
| 2022. Детаљи | Мађарска/Словачка              | Шведска   | 27:26       | Шпанија   | Данска         | 35:32   | Француска | 24 |
| 2024. Детаљи | Немачка                        | Француска | 33:31 Прод. | Данска    | Шведска        | 34:31   | Немачка   | 24 |
| 2026. Детаљи | Данска/Норвешка/Шведска        |           |             |           |                |         |           | 24 |
| 2028. Детаљи | Шпанија/Португалија/Швајцарска |           |             |           |                |         |           | 24 |

## Биланс медаља
- - ЕХФ сматра селекцију Србије наследницом континуитета резултата и медаља бивше државе СР Југославије односно Србије и Црне Горе[9].

(стање после ЕП 2024)
|     | Екипа                   | Злато | Сребро | Бронза | Укупно |
| --- | ----------------------- | ----- | ------ | ------ | ------ |
| 1.  | Шведска                 | 5     | 1      | 1      | 7      |
| 2.  | Француска               | 4     | 0      | 2      | 6      |
| 3.  | Шпанија                 | 2     | 5      | 2      | 9      |
| 4.  | Данска                  | 2     | 2      | 4      | 8      |
| 5.  | Немачка                 | 2     | 1      | 1      | 4      |
| 6.  | Русија                  | 1     | 2      | 0      | 3      |
| 7.  | Хрватска                | 0     | 3      | 3      | 6      |
| 8.  | Србија / СР Југославија | 0     | 1      | 1      | 2      |
| 9.  | Словенија               | 0     | 1      | 0      | 1      |
| 10. | Исланд                  | 0     | 0      | 1      | 1      |
| 10. | Норвешка                | 0     | 0      | 1      | 1      |
|     | Укупно (11)             | 16    | 16     | 16     | 48     |

## Домаћинства
| Домаћинстава | Земља(година/е) |
| ------------ | --- |
| 1            | Аустрија (2010) · Данска (2014) · Италија (1998) · Норвешка (2008) · Португалија (1994) · Словенија (2004) · Србија (2012) · Хрватска (2000) · Швајцарска (2006) · Шведска (2002) · Шпанија (1996) |

## Учешће на Европском првенству
(стање после ЕП 2014)
На досадашњим Европским првенствима у рукомету за мушкарце учествовало је 26 репрезентација, од којих је 10 освајало медаље. Само 3 репрезентације су учествовале на свим досадашњим првенствима: Француска, Хрватска и Шпанија.
У следећој табели дат је преглед учествовања свих репрезентација са успехом којег су оствариле па првенству.
| Екипа                | 1994. | 1996. | 1998. | 2000. | 2002. | 2004. | 2006. | 2008. | 2010. | 2012. | 2014. | 2016. |
| -------------------- | ----- | ----- | ----- | ----- | ----- | ----- | ----- | ----- | ----- | ----- | ----- | ----- |
| Учесника             | 12    | 12    | 12    | 12    | 16    | 16    | 16    | 16    | 16    | 16    | 16    | 16    |
| Аустрија             | -     | -     | -     | -     | -     | -     | -     | -     | 9     | -     | 11    |       |
| Белорусија           | 8     | -     | -     | -     | -     | -     | -     | 15    | -     | -     | 12    |       |
| Црна Гора            | -     | -     | -     | -     | -     | -     | -     | 12    | -     | -     | 16    |       |
| Чешка                | -     | 6     | 10    | -     | 8     | 11    | -     | 14    | 8     | 14    | 15    |       |
| Данска               | 4     | 12    | -     | 10    | 3     | 3     | 3     | 1     | 5     | 1     | 2     |       |
| Француска            | 6     | 7     | 7     | 4     | 6     | 6     | 1     | 3     | 1     | 11    | 1     | КВ    |
| Хрватска             | 3     | 5     | 8     | 6     | 16    | 4     | 4     | 2     | 2     | 3     | 4     |       |
| Исланд               | -     | -     | -     | 11    | 4     | 13    | 7     | 11    | 3     | 10    | 5     |       |
| Израел               | -     | -     | -     | -     | 14    | -     | -     | -     | -     | -     | -     |       |
| Италија              | -     | -     | 11    | -     | -     | -     | -     | -     | -     | -     | -     |       |
| Литванија            | -     | -     | 9     | -     | -     | -     | -     | -     | -     | -     | -     |       |
| Мађарска             | 7     | 10    | 6     | -     | -     | 9     | 13    | 8     | 14    | 8     | 8     |       |
| Република Македонија | -     | -     | 12    | -     | -     | -     | -     | -     | -     | 5     | 10    |       |
| Екипа                | 1994. | 1996. | 1998. | 2000. | 2002. | 2004. | 2006. | 2008. | 2010. | 2012. | 2014. | 2016. |
| Немачка              | 9     | 8     | 3     | 9     | 2     | 1     | 5     | 4     | 10    | 7     | -     |       |
| Норвешка             | -     | -     | -     | 8     | -     | -     | 11    | 6     | 7     | 13    | 14    |       |
| Пољска               | -     | -     | -     | -     | 15    | 16    | 10    | 7     | 4     | 9     | 6     | КВ    |
| Португалија          | 12    | -     | -     | 7     | 9     | 14    | 15    | -     | -     | -     | -     |       |
| Румунија             | 11    | 9     | -     | -     | -     | -     | -     | -     | -     | -     | -     |       |
| Русија               | 2     | 1     | 4     | 2     | 5     | 5     | 6     | 13    | 12    | 15    | 9     |       |
| Словачка             | -     | -     | -     | -     | -     | -     | 16    | 16    | -     | 16    | -     |       |
| Словенија            | 10    | 11    | -     | 5     | 12    | 2     | 8     | 10    | 11    | 6     | -     |       |
| Србија1              | -     | 3     | 5     | -     | 10    | 8     | 9     | -     | 13    | 2     | 13    |       |
| Шпанија              | 5     | 2     | 2     | 3     | 7     | 10    | 2     | 9     | 6     | 4     | 3     |       |
| Швајцарска           | -     | -     | -     | -     | 13    | 12    | 14    | -     | -     | -     | -     |       |
| Шведска              | 1     | 4     | 1     | 1     | 1     | 7     | -     | 5     | 15    | 12    | 7     |       |
| Украјина             | -     | -     | -     | 12    | 11    | 15    | 12    | -     | 16    | -     | -     |       |
| Екипа                | 1994. | 1996. | 1998. | 2000. | 2002. | 2004. | 2006. | 2008. | 2010. | 2012. | 2014. | 2016. |

1 1994. - 2002. СР Југославија; 2004. - 2006. Србија и Црна Гора

## Статистика

### Утакмице са највише голова (60 min.)
| Број голова | 1. екипа   | Резултат | 2. екипа | ЕП      | Датум            |
| ----------- | ---------- | -------- | -------- | ------- | ---------------- |
| 77          | Белорусија | 39-38    | Исланд   | ЕП 2016 | 19. јануар 2016. |
| 73          | Пољска     | 32-41    | Немачка  | ЕП 2004 | 23. јануар 2004. |
| 72          | Словенија  | 33-39    | Шпанија  | ЕП 2006 | 2. фебруар 2006. |
| 72          | Словенија  | 35-37    | Чешка    | ЕП 2010 | 24. јануар 2010. |
| 72          | Словенија  | 32-40    | Шпанија  | ЕП 2010 | 28. јануар 2010. |
| 72          | Белорусија | 36-36    | Аустрија | ЕП 2020 | 22. јануар 2020. |

### Утакмице са најмање голова (60 min)
| Број голова | 1. екипа  | Резултат | 2. екипа  | ЕП      | Датум            |
| ----------- | --------- | -------- | --------- | ------- | ---------------- |
| 30          | Француска | 15-15    | Немачка   | ЕП 2002 | 25. јануар 2002. |
| 35          | Русија    | 18-17    | Француска | ЕП 1994 | 8. јуни 1994.    |
| 35          | Норвешка  | 19-16    | Украјина  | ЕП 2000 | 27. јануар 2000. |
| 36          | Хрватска  | 18-18    | Шпанија   | ЕП 1998 | 29. мај 1998.    |
| 36          | Немачка   | 19-17    | Данска    | ЕП 2000 | 29. јануар 2000. |

### Утакмице са највећом гол разликом
| Број голова | 1. екипа  | Резултат | 2. екипа             | ЕП      | Датум            |
| ----------- | --------- | -------- | -------------------- | ------- | ---------------- |
| 20          | Чешка     | 38-18    | Република Македонија | ЕП 1998 | 4. јуни 1998.    |
| 17          | Румунија  | 38-21    | Португалија          | ЕП 1994 | 10. јуни 1994.   |
| 16          | Словачка  | 25-41    | Шведска              | ЕП 2008 | 20. јануар 2008. |
| 16          | Пољска    | 39-23    | Црна Гора            | ЕП 2008 | 24. јануар 2008. |
| 15          | Русија    | 29-14    | Хрватска             | ЕП 1998 | 3. јуни 1998.    |
| 15          | Словенија | 21-36    | Француска            | ЕП 2002 | 31. јануар 2002. |

### Екипе са навише постигнутих голова на утакмици
| Број голова | 1. екипа  | Резултат | 2. екипа  | ЕП      | Датум            |
| ----------- | --------- | -------- | --------- | ------- | ---------------- |
| 41          | Пољска    | 32-41    | Немачка   | ЕП 2004 | 24. јануар 2004  |
| 41          | Словачка  | 25-41    | Шведска   | ЕП 2008 | 20. јануар 2008  |
| 41          | Француска | 41-32    | Данска    | ЕП 2014 | 26. јануар 2014. |
| 40          | Словенија | 32-40    | Шпанија   | ЕП 2010 | 28. јануар 2010. |
| 39          | Словенија | 33-39    | Шпанија   | ЕП 2006 | 2. фебруар 2006. |
| 39          | Пољска    | 39-23    | Црна Гора | ЕП 2008 | 24. јануар 2008. |

### Екипе са најмање постигнутих голова на утакмици
| Број голова | 1. екипа    | Резултат | 2. екипа | ЕП      | Датум            |
| ----------- | ----------- | -------- | -------- | ------- | ---------------- |
| 14          | Русија      | 29-14    | Хрватска | ЕП 1998 | 3. јуни 1998.    |
| 15          | Португалија | 26-15    | Израел   | ЕП 2002 | 25. јануар 2002. |
| 15          | Француска   | 15-15    | Немачка  | ЕП 2002 | 25. јануар 2002. |